# Andréi Gubin
Andrei Viktorovich Gubin (Nacido el 30 de abril de 1974 en Ufa, Unión Soviética) es un cantante, poeta, compositor y productor musical ruso.

## Primeros años
La familia de Andrei se mudó a Moscú en 1983. Lo hizo debido a la falta de dinero. El padre de Andrei trabajaba como investigador y caricaturista para muchas revistas de la Unión Soviética. Andrei Gubin era aficionado a los deportes, pero después de romperse una pierna, su carrera se detuvo. Trató, en vano, de ser periodista profesional. 
Finalmente, Andrei Gubin decidió iniciarse en el mundo de la música. Fue admitido en la Escuela Estatal de Música Gnessin, pero Andrei Gubin fue expulsado por sus numerosas faltas de asistencia.

## Carrera musical
Se puede decir que Andrei Gubin se hizo a sí mismo, musicalmente hablando. Su primer álbum "Я бомж" ("Ia bomzh", "Soy un vagabundo") lo lanzó a la corta edad de 15 años. El segundo y tercer álbum, Ave Maria and Prince and Princess respectivamente, representaron el inicio de su carrera. Su primera actuación en un escenario fue en 1994, con la canción "Мальчик-Бродяга" ("Mal'chik-Brodiaga", "Muchacho-Vagabundo").
Andrei Gubin ha tenido una gran carrera en solitario en Rusia, y muchas de sus canciones han sido grandes éxitos, entre otras "Зима-холода" ("Zima-holoda", "Invierno-frío"), "Ночь" ("Noch", "Noche"), y "Танцы" ("Tantsy", "Bailes").

## Discografía
| Nombre en ruso   | Transliteración   | Traducción             | Año  |
| ---------------- | ----------------- | ---------------------- | ---- |
| Мальчик-бродяга  | Malchik-Brodiaga  | Muchacho-Vagabundo     | 1995 |
| Только ты        | Tolko ty          | Solo tú                | 1998 |
| Было, но прошло  | Bylo, no proshlo  | Fue, pero ya pasó      | 2000 |
| Облака           | Oblaka            | Nubes                  | 2000 |
| Compilación      | Compilación       | Compilación            | 2001 |
| Всегда с тобой   | Bsegda s toboi    | Siempre contigo        | 2002 |
| Время романтиков | Bremia romantikov | La hora de los amantes | 2004 |
| Compilación      | Compilación       | Compilación            | 2008 |